# スタニスラス・ジュリアン
エニャン＝スタニスラス・ジュリアン（Aignan-Stanislas Julien、1797年 - 1873年2月14日）は、フランスの東洋学者。アベル・レミュザをついで19世紀フランスの代表的な中国学者として活躍した。

## 略歴
ジュリアンはオルレアンに生まれた。本来の名はノエルであったが、アメリカで死んだ弟の名を引きついだ。3歳のときに父を失なう。オルレアンの神学校で教育を受けた後、1819年か1820年にパリに出て、コレージュ・ド・フランスで古典を学んだ。1821年から同校でギリシア語の助手を務める。中国語はアベル・レミュザに学び、早くも1824年に『孟子』の一部をラテン語に翻訳している。1827年にフランス学士院図書館に職を得た。
1832年にレミュザが没すると、ジュリアンはその後を継いでコレージュ・ド・フランスの中国学教授に就任。没するまでその職にあった。翌1833年には碑文文芸アカデミーの会員に選ばれた。1845年に王立図書館の漢籍の管理者をつとめ、1852年にコレージュ・ド・フランスの学長に就任した。1863年にバザンがつとめていた東洋言語特別学校の中国語教授を兼任した（1871年まで）。
1873年に没したときに、中国語の表現を集めたカード25万枚を残した。

## 受賞・栄典
- 1863年：レジオン・ドヌールのコマンドゥールに叙勲。

## 主な業績
哲学書では『孟子』『太上感応篇』『老子道徳経』を翻訳した。ただしいずれも初訳ではない。
- Meng Tseu vel Mencium inter sinenses philosophos. Paris. (1824) 上巻2(1826) 下巻(1826) 下巻2(1829)（孟子のラテン語訳）
- Le livre des récompenses et des peines. Paris. (1835)（太上感応篇）
- Le livre de la voie et de la vertu. Paris. (1842)（老子道徳経）

文学では清代の白話小説『平山冷燕』『玉嬌梨』『白蛇精記』や、元曲『趙氏孤児』『灰闌記』『西廂記』を翻訳した。
- Hoeï-lan-ki, ou l'histoire du cercle de craie. London. (1832)（灰闌記）
- Tchao-chi-kou-eul, ou l'orphelin de la Chine. Paris. (1834)（趙氏孤児）
- Blanche et bleue, ou les deux couleuvres-fées. Paris. (1834)（白蛇精記）
- Les Deux jeunes filles lettrées. Paris. (1860)（平山冷燕、全2巻）
- Nouvelles chinoises. Paris. (1860)（3つの短編小説の翻訳）
- Les deux cousines. 1. Paris. (1864) 巻2 （玉嬌梨）
- Si-siang-ki ou l'histoire du pavillon d'occident. Paris. (1880)（西廂記）

1830年代後半にフランス農務省からの依頼によって、ジュリアンは養蚕に関する漢籍である『桑蚕輯要』を翻訳したが、すぐに英語・ドイツ語・イタリア語・ロシア語に重訳された。ほかにも中国の伝統産業に関する著書がある。
- Résumé des principaux traités chinois sur la culture des mûriers et l'éducation des vers-à-soie. Paris. (1837)（桑蚕輯要）
- Histoire et fabrication de la porcelaine chinoise. Paris. (1856)（景徳鎮陶録）
- Stanislas Julien; Paul Champion (1869). Industries anciennes et modernes de l'empire chinois. Paris（『天工開物』などをもとにした中国の伝統産業についての著書）

ジュリアンはサンスクリットを学び、中国とインドの関係について研究した。ジュリアンは最初に玄奘に注目した西洋人だった。
- Examen critique de quelques pages de chinois relatives à l'Inde. Paris. (1841)
- Concordance sino-sanskrite de titres d’ouvrages bouddhiques dans un catalogue chinois de 1306. Paris. (1849)（大蔵聖教法宝標目）
- Histoire de la vie de Hiouen-Thsang et de ses voyanges dans l'Inde, depuis l'an 629 jusqu'en 645. Paris. (1853)（大慈恩寺三蔵法師伝）
- Mémoires sur les contrées occidentales. Paris. (1857) 第2巻(1858)（大唐西域記）
- Contes et apologues indiens inconnus jusqu'à ce jour, suivis de fables et de poésies chinoise. Paris. (1859) 第2巻(1860)（法苑珠林・大智度論・百喩経・法句譬喩経などから抜粋した仏教説話集）
- Méthode pour déchiffrer et transcrire les noms sanscrits qui se rencontrent dans les livres chinois. Paris. (1861)（サンスクリットの単語の漢字による音訳に関する研究）

ジュリアンはいくつかの中国語文法書を書いた。とくに1869-70年に出版された『漢文指南』は長い間使われた。
- Exercies pratiques d'analyse, de syntaxe et de lexigraphic chinoise. Paris. (1842)
- 日常口頭話 Dialogues chinois. Paris. (1863)（口語の教科書）
- Syntaxe nouvelle de la langue chinoise. 1. Paris. (1869) 第2巻(1870)（漢文指南）

教育用に『三字経』『千字文』の本文と訳注を出版している。
- Le livre des trois mots. Paris. (1864)（三字経）
- Le Livre des mille mots. Paris. (1864)（千字文）

## スタニスラス・ジュリアン賞
フランス文学院（碑文・文芸アカデミー）は、1875年以来、中国学に優れた功績をあげた人物に対してスタニスラス・ジュリアン賞(Prix Stanislas Julien)を授与している。